# Consto Arena
Het Consto Arena is een multifunctioneel stadion in Mjøndalen, een plaats in Noorwegen. Tot 2012 heette dit stadion het Nedre Eikerstadion, tussen 2012 en 2015 het Mjøndalenstadion en tussen 2015 en 2018 het Isachsenstadion. Vanaf 2019 tot 2021 heeft Consto de sponsorrechten gekocht.
Het stadion wordt vooral gebruikt voor voetbalwedstrijden, de voetbalclub Mjøndalen IF Fotball maakt gebruik van dit stadion. In het stadion is plaats voor 4.350 toeschouwers. Het stadion werd geopend in 1950.
In 2014 werd van dit stadion gebruik gemaakt voor het Europees kampioenschap voetbal vrouwen onder 19. Er werden twee groepswedstrijden gespeeld en de halve finale tussen Nederland en Ierland (4–0).